# Ischnura fountaineae
Ischnura fountaineae är en trollsländeart som beskrevs av Morton 1905. Ischnura fountaineae ingår i släktet Ischnura och familjen dammflicksländor. IUCN kategoriserar arten globalt som livskraftig. Inga underarter finns listade i Catalogue of Life.